# 檜尾岳
檜尾岳（ひのきおだけ）は長野県駒ヶ根市と木曽郡大桑村にまたがる標高2,728 mの山。木曽山脈（中央アルプス）木曽駒ヶ岳から空木岳への主稜線の中間に位置する。

## 概要
木曽川の支流の伊奈川及び天竜川の支流の太田切川の源流となっている。古くは「檜尾澤岳」・「檜王岳」とも云われた。
山体は木曾駒花崗岩の中粒花崗閃緑岩で構成され、周辺では周氷河地形と南側では線状凹地の二重山稜の地形が見られる。山頂付近は、森林限界のハイマツ帯で、高山植物が見られる。山頂には、三等三角点（点名が「梯子樽」）がある。

## 登山

### 登山道
中央アルプス主稜線の登山道を縦走する際に通過する場合が多い。縦走路の他に、山頂から東に伸びる檜尾根に沿って伊那側の長野県道75号駒ヶ根駒ヶ岳公園線の檜尾橋へ下る檜尾根登山道がある。

### 周辺の山小屋
2022年（令和4年）7月に檜尾小屋（定員数23人）を開設。駒ヶ根市が設置し指定管理者が管理運営する。檜尾岳の山頂直下東にあり、従来は檜尾避難小屋があったが、2021年6月から増改築工事が行われ夏期に管理人が常駐する有人の山小屋となり名称も「檜尾小屋」に改称された。
避難小屋の機能を残しつつ、2022年7月下旬の開設後は毎年7月中旬から10月中旬にかけて管理人が常駐する山小屋となる（旅館業法上の定員は23人で、小屋の料金は上限7,000円の計画）。山小屋の増改築と有人化により、管理人室、ロフト部、乾燥室が新設され、トイレも増設して洋式化された。また約260m2のテント場が新設された。
2022年7月22日、駒ケ根市主催のリニューアル記念式典が開かれた。
| 画像 | 名称     | 所在地                    | 標高 (m) | 収容 人数 | 備考     |
| ---- | -------- | ------------------------- | -------- | --------- | -------- |
|      | 檜尾小屋 | 檜尾岳山頂直下 東へ約300m | 2,680    | 23        | 駒ヶ根市 |

## 地理
木曽山脈の主稜線上にあり、東側に檜尾根が延びる。

### 周辺の山
| 山容 | 山名       | 標高 (m) | 三角点等級 基準点名 | 檜尾岳からの 方角と距離(km) | 備考       |
| ---- | ---------- | -------- | ------------------- | --------------------------- | ---------- |
|      | 木曽駒ヶ岳 | 2,955.95 | 一等 「信駒ケ岳」   | 北 4.3                      | 日本百名山 |
|      | 宝剣岳     | 2,931    |                     | 北 3.3                      | 氷食尖峰   |
|      | 檜尾岳     | 2,727.74 | 三等 「梯子樽」     | 0                           |            |
|      | 熊沢岳     | 2,778    |                     | 南南西 1.7                  |            |
|      | 空木岳     | 2,863.71 | 二等 「駒ケ岳」     | 南 3.7                      | 日本百名山 |

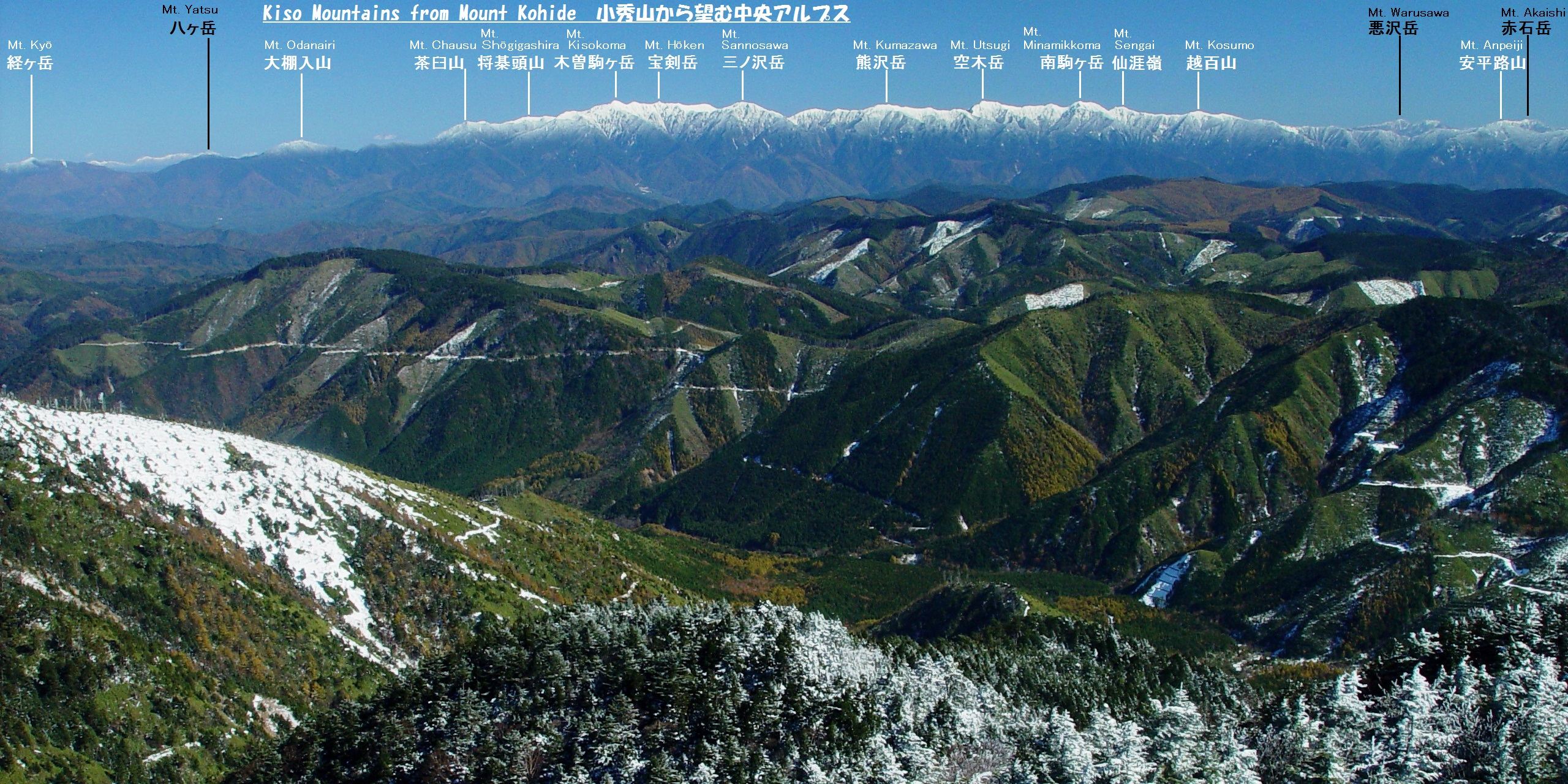
西側の小秀山から望む中央アルプス

木曽山脈（中央アルプス）の主な山は、木曽山脈を参照。

### 源流の河川
以下が源流となる河川で、太平洋へ流れる。
- 伊奈川 - 木曽川水系
- 太田切本谷、中御所谷 - 天竜川水系太田切川

### 交通・アクセス
- 駒ヶ岳ロープウェイの千畳敷駅の南2.8 kmに位置する。
- JR東海中央本線の倉本駅の東北東9.2 kmに位置する。
- JR東海飯田線の駒ケ根駅の西11.3 kmに位置する。
- 中央自動車道の駒ヶ根インターチェンジの西9.0 kmに位置する。